# Portret van een man (Theo van Doesburg)
Portret van een man is een schilderij van Theo van Doesburg in het Centraal Museum in Utrecht.

## Voorstelling
Het stelt een man voor, het hoofd driekwart naar rechts gedraaid. Wie de man is, is niet bekend. Wel heeft de schilder linksonder in olieverf een notenbalk met sleutel aangebracht. Mogelijk gaat het hier om een musicus.

## Toeschrijving en datering
Het schilderij is rechtsonder in olieverf gesigneerd ‘VD 1904’.

## Herkomst
Na Van Doesburgs dood in 1931 kwam het werk in bezit van zijn vrouw Nelly van Doesburg, die het in 1975 aan haar nicht Wies van Moorsel naliet. Van Moorsel schonk het in 1981 aan de Dienst Verspreide Rijkscollecties (nu Rijksdienst voor het Cultureel Erfgoed), die het in 1999 in blijvend bruikleen gaf aan het Centraal Museum.